# Bürgernetzverband
Der Bürgernetzverband e.V. ist ein deutscher Verein. Er vertritt 44 Vereine mit mehr als 25.000 Mitgliedern deutschlandweit. Die Mitgliedsvereine arbeiten ehrenamtlich. Aus historischen Gründen existieren in Bayern die meisten Bürgernetzvereine. Der Bürgernetzverband ist derzeit in folgenden Gremien vertreten:
- Forum Informationsgesellschaft der Bundesregierung
- Forum Filtersysteme im Internet der Bertelsmann-Stiftung
- Managementkreis „Bayern Online Kongress“
- Arbeitsgruppe Bildung/Chancengleichheit der Initiative D21

## Ziele
Ziel der Bürgernetzvereine ist es, die Möglichkeiten des Internets für alle nutzbar zu machen. Im Einzelnen bedeutet das für die Bürgernetze:
- Unterstützung und Fortbildung der Bevölkerung im Umgang mit Computer und Internet
- Beteiligung an der politischen Willensbildung im Bereich der neuen Medien
- Aufbau lokaler Informationsplattformen und regionaler Online-Marktplätze
- Unterstützung des Austauschs der Bürger im Bereich der neuen Medien

## Idee
Der Umgang mit dem Internet ist zur Schlüsselkompetenz in unserer Gesellschaft geworden. Ziel der Bürgernetzvereine ist es, diese Potentiale des Internets für jede Bürgerin und für jeden Bürgern nutzbar zu machen. "Vernetzung von unten" heißt dabei das Schlagwort. Das "selbst ausprobieren", das ehrenamtliche Engagement und der Austausch vor Ort stehen im Vordergrund. Hierfür bieten sich die Bürgernetzvereine als lokale und regionale Plattform an. Dabei spielt der gesellschaftspolitische Aspekt eine große Rolle: Die Mitgestaltung des Internets durch die Bürger bedeutet schließlich auch Mitgestaltung der Demokratie.

## Entwicklung
Anfangs lag eine wichtige Aufgabe der Bürgernetze darin, den Menschen einen kostengünstigen Internetzugang zur Verfügung zu stellen und somit den Grundstein zur Verbreitung dieses neuen Mediums zu legen. Durch die Präsenz vor Ort, konnte das meist zum Ortsnetz-Tarif der Deutschen Telekom geschehen – was damals konkurrenzlos günstig war.
Mit der Zeit ist hier ein Wandel eingetreten und kostengünstige Anschlüsse ans Internet sind heute in einer großen Vielfalt verfügbar (bis auf die Gebiete, in denen kein DSL zur Verfügung steht). Einige Bürgernetze sind im Zuge dieser Entwicklung eingegangen und haben sich aufgelöst. Der größte Teil jedoch bietet inzwischen allgemeine Hilfestellung für das Themengebiet Computer und Internet. Auch ist der Erhalt und Betrieb der Netze eine zentrale Aufgabe, wobei die Kontrolle über die eigene Infrastruktur ein Vorteil bleibt.
Das Hauptarbeitsgebiet ist weiterhin Aus- und Weiterbildung für alle Bürger, um einer aufkommenden digitalen Spaltung  entgegenzuwirken. Jedoch kristallisieren sich bei den einzelnen Vereinen "Spezialitäten" heraus. Das sind einmal Angebote zur Verbreitung von Breitband in Gebieten, die von den  Telekommunikationsanbietern nicht mit DSL versorgt werden. Auf der anderen Seite gibt es die Themen Jugend- und Seniorenarbeit, Support (vor allem rund um das Thema Computersicherheit) und regionale Informationsportale. Weiter gibt es dann noch "besondere Dienste", wie beispielsweise ein Internet-Radio beim Bürgernetz Allgäu.
Der Bürgernetzverband betreibt seit dem Jahr 2006 gemeinsam mit einigen Mitgliedsvereinen das Projekt "Frage des Monats" (siehe Weblinks), bei dem sich politische Entscheidungsträger den Fragen der Bürgernetzmitglieder widmen.

## Geschichte
Die Bürgernetzvereine gingen 1995 aus dem Projekt „Bayern Online I“ der bayerischen Staatsregierung hervor. Gelder aus Privatisierungserlösen wurden in die Netzwerkinfrastruktur der bayerischen Hochschulen investiert. Durch "tagsüber die Studenten" und "am Abend alle Bürger" waren die Vereine in der Lage, Internetnutzung in die Breite zu bringen. Mittlerweile sind deutschlandweit mehr als 50 % der Haushalte an das Internet angeschlossen. Dennoch besteht nach wie vor eine große Aufgabe darin, die deutsche Bevölkerung an das weltweite Netz heranzuführen. Medienkompetenz vermitteln heißt schließlich mehr als die Technik zur Verfügung zu stellen. Je nach örtlichen Gegebenheiten haben die einzelnen Mitgliedsvereine unterschiedliche Schwerpunkte entwickelt, um ihrem Auftrag gerecht zu werden.

## Marke
„Bürgernetz“ ist beim DPMA als Marke registriert.